# Terry McLaughlin
Terence „Terry“ McLaughlin (* 24. Juli 1956 in Toronto) ist ein ehemaliger kanadischer Segler.

## Werdegang und Erfolge
Terry McLaughlin, einer der versiertesten Segler Kanadas, hatte in den 1980er Jahren seine besten Wettkampfjahre. Nachdem er 1980 mit seinem Landsmann Evert Bastet die Segel-Weltmeisterschaften in der Bootsklasse Flying Dutchman in Malmö (Schweden) gewonnen hatte, wurde er ausgewählt, Kanada bei den Olympischen Sommerspielen 1980 in Moskau/Tallin zu vertreten, blieb aber zu Hause, nachdem sein Land diese Spiele boykottiert hatte, da sowjetische Truppen 1979 in Afghanistan einmarschiert waren.
Bei den Segel-Weltmeisterschaften 1982 in Geelong erreichten McLaughlin und Bastet die Bronzemedaille im Flying Dutchman.
Im Jahr 1983 wurde er der Skipper der America’s-Cup-Yacht Canada One, einer 12mR-Yacht. Das war der Einstieg der Nation Kanada in den Louis Vuitton Cup in diesem Jahr, bei dem der Herausforderer für den America’s Cup ermittelt wird. McLaughlin belegte mit der Crew den vierten Platz.
Terry McLaughlin nahm an den Olympischen Spielen 1984 in Los Angeles in der Bootsklasse Flying Dutchman teil. Er belegte gemeinsam mit Evert Bastet mit 22,7 Punkten den zweiten Platz hinter dem US-amerikanischen und vor dem britischen Boot, womit er die Silbermedaille gewann. Bastet und Terry McLaughlin hatten nach sechs Rennen einen Vorsprung von drei Punkten, aber sie überquerten die Ziellinie zu Beginn des letzten Rennens zu früh, so dass sie zurückkehren und neu starten mussten. So konnten sich die Amerikaner mit zwei Plätzen Vorsprung die Goldmedaille sichern, die Kanadier gewannen Silber auf dem zweiten Platz.
Dies war wohl der Höhepunkt von McLaughlins Segelkarriere, obwohl er seit 2013 immer noch jedes Jahr mit dem Royal Canadian Yacht Club an zahlreichen Regatten teilnimmt. Vor allem hat er fünfmal den prestigeträchtigen kanadischen York Cup gewonnen. Terry McLaughlin gewann bei den Pan Amerikanischen Spielen 2015 in seiner Geburtsstadt Toronto eine Silbermedaille in der J/24-Klasse.
Sein Vater Paul McLaughlin und sein Bruder Frank McLaughlin waren ebenfalls Segler, beide nahmen mehrfach an Olympischen Spielen teil. Sein Bruder Frank gewann bei den Olympischen Sommerspielen 1988 die Bronzemedaille in der Bootsklasse der Flying Dutchman.